# 奥林巴斯PEN E-P5
奥林巴斯 PEN E-P5是一台微4/3系统可换镜头数码无反机型，由奥林巴斯公司于2013年5月10日发布。
其是2011年发布之E-P3后续机种，因为忌讳数字4，编号上跳过而命名为E-P5。EP5具备三种样式：纯黑、银黑配色与白色。采用了升级的16MP传感器，以及配置了与之前E-M5机型一致的五轴防抖机构。
2016年，奥林巴斯推出了PEN系列新的旗舰——PEN-F。

## 概述
奥林巴斯与松下公司于2008年推出微4/3系统而成为首个无反光镜可换镜头相机系统，之后无反概念逐渐深化，三星、索尼、富士以及佳能等制造商纷纷投入无反相机研发。奥林巴斯自身机型也不断打磨进化，其2012年机型奥林巴斯 OM-D E-M5更是推出了五轴防抖而令业界瞩目；同时，E-M5机型也使用了来自索尼的IMX109传感器，使得画质表现相比前代机型有较大提升，同年发布的入门机型E-PL5亦装配该传感器，而作为PEN系列的主流机型却没有一同更新。直到2013年年中，E-P5才姗姗来迟，甚至与入门机型的E-PL6一同发布。
新登场的E-P5主要规格与之前发布的E-M5相近，部分规格甚至更高。5轴机身防抖、1/8000秒快门、『FAST AF』(Frequency Acceleration Sensor Technology)、内置WiFi以及新的2x2拨盘控制都使得E-P5成为当时微4/3系统乃至所有无反系统中顶级机型。

## 设计
外观设计上，E-P5延续了PEN系单反的样貌，顶部的斜肩作为PEN系机型的标志而保留。同时，随着E-M5的发布而诞生了新的OM-D系列，额头字样从原先的『OLYMPUS』改为『OLYMPUS PEN』。同时原本可更换的手柄也变为不可替换类型。
功能设计方面，EP5在前后双拨盘之外，特别地使用背部的拨杆来实现称为『2x2双拨盘控制』的界面。拨杆初始位置时，两拨盘控制光圈/快门速度、曝光补偿；而拨杆位置移动时，两拨盘控制ISO感光度和白平衡。以此设计，减少了进入菜单时间而达到直观控制。虽然从E-P3的12MP传感器更换为新的16MP传感器，依然实现了之前配置的『FAST AF』(Frequency Acceleration Sensor Technology)，可以以120fps帧率进行对比度对焦采样，实现高速化自动对焦。

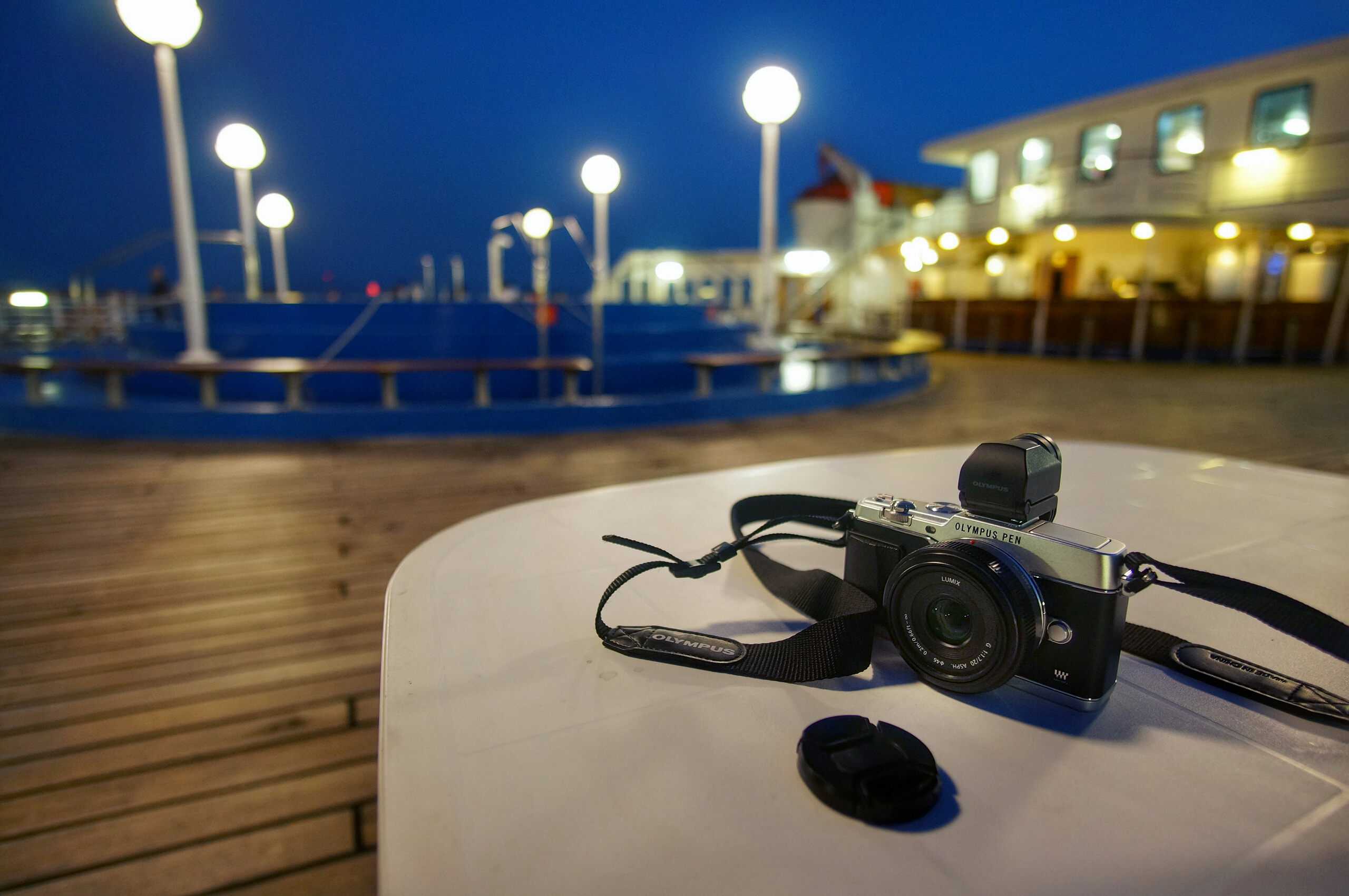
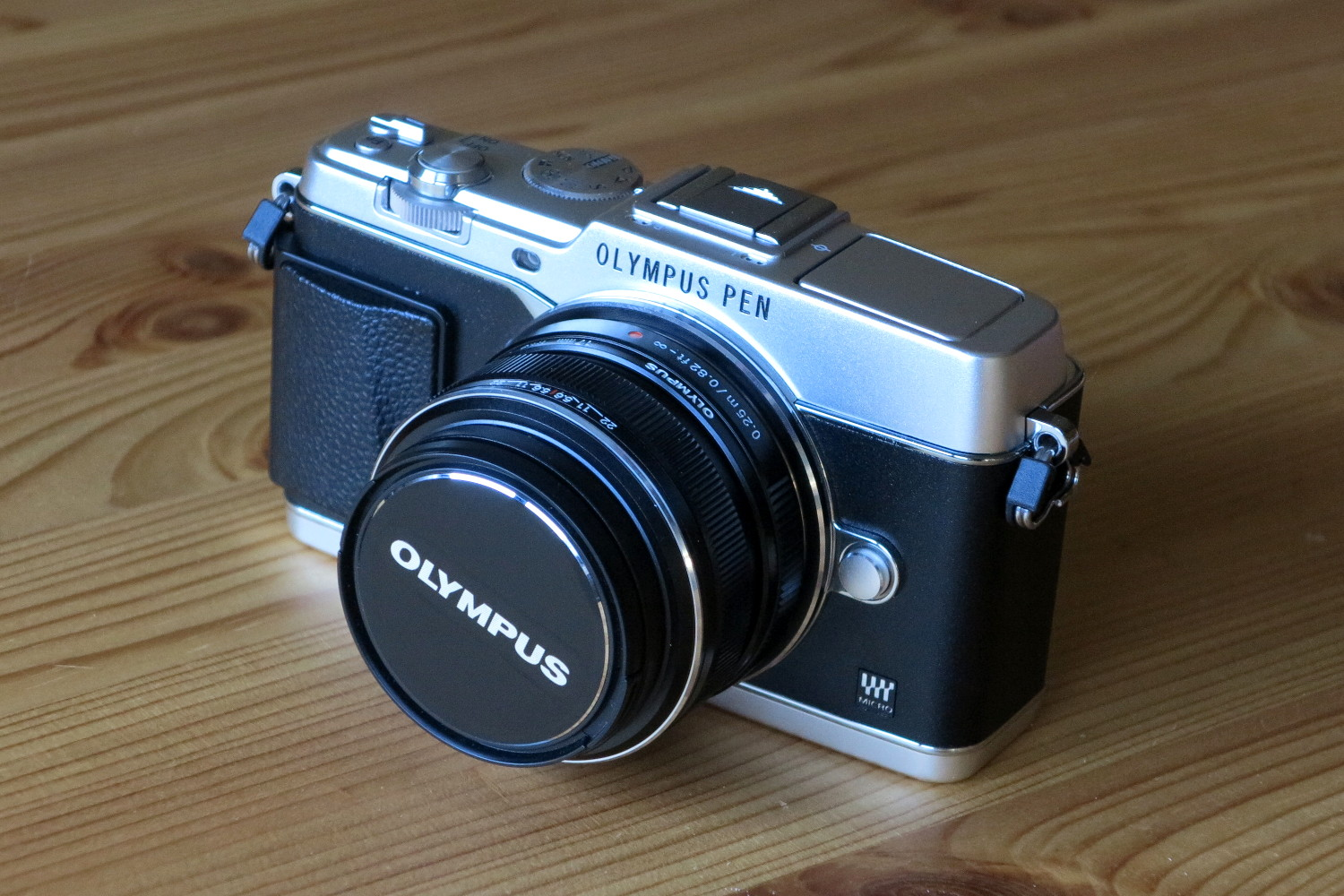

## 规格
主要规格与之前发布的E-M5相近，部分规格甚至高于E-M5：
- 16MP Live MOS 传感器
- 1/8000秒～B门可选，
- 5轴防抖
- ISO100 – 25600
- 连拍最快可达9张/秒(每张连续自动对焦则为5张/秒)
- 峰值对焦辅助
- 定时曝光(Intervalometer)与延时摄影(Time Lapse)支持(最高99张)
- 3英寸LCD，触摸屏，可翻转
- 内置WiFi功能，可以通过智能手机app『OLYMPUS Image Share』实现遥控拍摄，远程传输文件及添加地理信息
- 可选VF-4电子取景器(同期发售，236万显示，1.48倍放大率)

## 评价与反响
DC Watch(デジカメ Watch)认为2x2双拨盘控制(2×2ダイヤルコントロール)即为方便，但是对于部分用户也有误操作的可能。而从12mp升级的新16mp传感器，1/8000高速快门以及如快速对焦能力也有与高级单反匹敌的可能。